# Manzanilla (varietat d'olivera)
La manzanilla és una varietat d'olivera. És una varietat d'origen espanyol i la més difosa internacionalment. A Espanya es conrea principalment a la províncies de Sevilla amb 50.000 ha, Badajoz 30.000 ha i Huelva 4.000 ha. També hi ha plantacions a Portugal, Estats Units, Israel, Argentina i Austràlia.

Varietat de reduït vigor que s'adapta fàcilment a les plantacions intensives. És considerada susceptible a l'asfíxia de les arrels (en terres massa humides o argiloses), a la clorosi fèrrica en els sòls calcaris i a tenir danys pel fred hivernal. El temps que tarda a entrar en producció des de la plantació és més aviat que la mitjana de les altres varietats. El pol·len té una alta capacitat de germinació. A Espanya es conrea sense altres varietats pol·linitzadores però en altres països sí que les necessita. La productivitat és elevada però alternant, ja que és afectada pel fenomen de la contranyada. L'època de maduració és precoç i els fruits, de pes elevat amb més de 6 grams, presenten una alta resistència al despreniment.

Pràcticament només es fa com oliva de taula. A Espanya es cullen les olives en verd per elaborar-les a l'estil "sevillà". Als Estats Units la collita es fa quan comencen a canviar de color i es processen a l'estil "californià" (negres). És la varietat de taula més apreciada internacionalment per la seva productivitat i per la qualitat de les seves olives.
Si se'n fa oli aquest resulta d'alta qualitat i estabilitat.